# Nos mères (roman)

Nos mères est un roman de l'écrivain Antoine Wauters paru en 2014 aux éditions Verdier, qui a remporté le Prix Première (RTBF) 2014. Il s'agit d'un premier roman, mais pas du premier livre de l'auteur, qui a publié auparavant trois livres chez Cheyne Éditeur. Ce livre a contribué à faire connaître Antoine Wauters au grand public, au point que Mariane (dans son édition belge) et le Focus Vif en ont fait "la révélation littéraire belge de ces dernières années",,,,.   

## L'histoire
Ce roman raconte les vies du petit Jean Charbel : celle qu'il vit dans la violence de la guerre (au Proche-Orient), celle qu'il rêve pour échapper au monde, celle qu'il choisit de vivre finalement, amour au cœur et stylo en main... ces vies marquées par deux figures maternelles, sa mère biologique et Sophie, sa mère adoptive. Deux figures maternelles sublimes, perdues entre l'amour, la douleur et la perte.
Moi et mes autres : Jean, Pierre, Charbel, Moukhtar, Tarek, Abdel Salam, Maroun, Joseph, Luc, Walid, Nizar, Luc... et les filles, Marie, Mona, Rita, Anne, Sophie. « Tu ne serais pas un peu maboul, mon amour, mon agneau, de jouer et parler seul comme ça dans ton coin ? Tu ne serais pas, dis, légèrement autiste » (p. 39) ?
Et le grand-père qui n'arrête pas de maigrir. Et jamais nos pères. La mère se souvient d'un père, instituteur, jardinier, tyrannique, ulcéré, malade. Tout se passe dans un village du Liban, puis, après le rasage de la tignasse, à Beyrouth : arabe libanais, collège Saint-Chœur, Achrafieh, Gemmayzeh, librairie Antoine, Marie Keyrouz, khamsin, pour un enfant de douze ans, dans les bruits de mitraillettes, de mortiers, d'explosions...

## Prix
Le livre a reçu le Prix Première de la RTBF (2014)ainsi que le Prix Révélation 2014 de la Société des Gens de lettres
Il a en outre été :
- Finaliste du Prix des Cinq continents de la francophonie[9].
- Finaliste du Prix Méditerranée des Lycéens[10].
- Finaliste du Prix du Premier Roman de Laval[11].
- Finaliste du Prix Phénix (Liban).
- Finaliste du Prix Jean Follain.